# Hijas de Jesús Buen Pastor
La Congregación de las Hijas de Jesús Buen Pastor (en latín: Congregatio Filiarum Jesu Pastor Bonus y en italiano: Congregazione delle Figlie di Gesù Buon Pastore) es una congregación religiosa de la Iglesia católica, de derecho pontificio, que surge de la unión de distintas congregaciones fundadas por Julia Falletti de Barolo, las Hermanas Penitentes de Santa María Magdalena de Turín y Vercelli; y las Religiosas del Buen Pastor de Cremona y Piacenza. Sus miembros son conocidas como Hijas de Jesús Buen Pastor y posponen a sus nombres las siglas: F.D.G.B.P.

## Historia

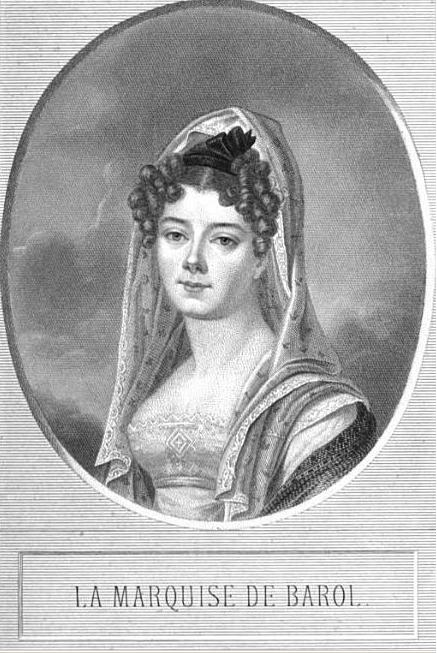
Julia Falletti de Barolo (1785-1864), fundadora de las diversas congregaciones que dieron origen a las Hijas de Jesús Buen Pastor.

Los orígenes de la congregación se remontan al Instituto de las Hermanas Penitentes de Santa María Magdalena, fundado en Turín, Italia, el 14 de septiembre de 1833, por la marquesa de Barolo: Julia Falletti di Barolo. El instituto nació de forma sencilla: algunas jóvenes que se hospedaban en el refugio fundado por la marquesa, manifestaron el deseo de consagrar sus vidas al servicio de Dios y de los pobres. La marquesa de Barolo, con la ayuda de su marido y algunos sacerdotes de la diócesis, dio inicio a la obra, con la aprobación del arzobispo de Turín.
La finalidad del nuevo instituto era la vida en comunidad, en oración y penitencia, con el objetivo de reparar los pecados del mundo, consagrar a las almas a la Divina Misericordia y educar a las jóvenes y niñas abandonadas o en dificultades. La fundadora ofreció a sus hijas una espiritualidad basada en la sencillez, fundamentada en la Biblia y en los misterios centrales del cristianismo: Trinidad y Misterio pascual. Modelo para las religiosas sería María Magdalena, desde el punto de vista de la penitencia y el anuncio de la Resurrección de Cristo.
De las penitentes de Turín se originaron las Hijas de Santa María Magdalena de Vercelli, que pronto se convirtió en congregación independiente. Julia Falletti, fundó otros institutos con el nombre de Religiosas Buen Pastor en Cremona (1854), Piacenza (1869) y Crema (1871). Cada comunidad era independiente, aunque si observaban las mismas constituciones, y se encontraban bajo la jurisdicción del ordinario del lugar. Mientras algunas permanecieron como institutos de derecho diocesano, las congregaciones de las Religiosas del Buen Pastor de Piacenza y las de Crema, recibieron la aprobación pontificia en 1947 y 1962, respectivamente.
En 1965 las Religiosas del Buen Pastor de Cremona se fusionaron con las de Piacenza, cambiando el nombre de la congregación por el de Hijas de Jesús Buen Pastor. A ellas se unieron más tarde, las penitentes de Vercelli (1971), y luego las de Turín (1975).
Luego del Concilio Vaticano II, las Hijas de Jesús Buen Pastor ampliaron su campo de apostolado a las misiones, abriendo casas en México, Colombia y Etiopía.

## Actividades y presencias
Las principales actividades que las religiosas desarrollan son: la enseñanza en las escuelas e institutos de formación femeninos, la atención de casas de acogida para niños huérfanos o discapacitados, la atención de ancianos en las casas de reposo y las misiones ad gentes. Trabajan además en hospitales y centros de rehabilitación. Para su sustento han convertido algunas de sus casas, en casas para eventos sociales y religiosos.
En 2011, la Congregación contaba con unas 175 religiosas y 21 comunidades, presentes en Colombia, Eritrea, Italia, México y Perú. La curia general se encuentra en Piacenza y su actual superiora general es la religiosa Franca Barbieri.